# Amici assoluti
Amici assoluti (titolo originale Absolute Friends) è un romanzo di John le Carré del 2003, pubblicato nello stesso anno anche in Italia, nella traduzione di Fabrizio Pezzoli.
Il libro è stato tradotto in ventidue lingue.

## Trama
Un'intricata vicenda spionistica è il pretesto per ripercorrere cinquant'anni di storia dalla caduta del nazismo fino al crollo del muro di Berlino. Ted Mundy ha vissuto da adolescente la concitata divisione tra India e Pakistan; all'inizio degli anni '60 deve integrarsi in Europa durante la Guerra fredda.
Sasha vive a Berlino, ma a differenza del quasi coetaneo ed atletico Ted è afflitto da gravi deformazioni fisiche. Durante le contestazioni pacifiche contro la guerra del Vietnam i due divengono amici. La loro amicizia si trasformerà più tardi in collaborazione quando entrambi diverranno agenti segreti.  

## Edizioni
- Amici assoluti, Collana Omnibus, Milano, Mondadori, 2003,  pp. 406.
- Amici assoluti, Collana Oscar bestsellers, Milano, Mondadori, 2005, ISBN 978-88-045-5007-5.